# Flux financier
Le flux financier est la valeur de ventes et d'achats dans une période comptable, le moins souvent un trimestre ou une année.

## Concept
Les flux financiers sont les entrées et sorties de valeur financière d'un agent économique vers un autre. Ils ne doivent pas être confondus avec les flux de trésorerie, qui, en comptabilité, ont lieu au sein d'une entreprise.
Les flux financiers relient différents secteurs institutionnels. Ils peuvent émaner d'États, d'entreprises, de ménages, etc. Les banques jouent un rôle dans l'animation des circuits de financement. 
Au niveau macroéconomique, les flux financiers comprennent notamment les investissements directs à l'étranger, les envois de fonds, le rapatriement de dividendes, etc. Les flux monétaires sont aussi définis comme financiers. Les flux financiers sont pris en compte par la comptabilité nationale, qui les intègre, au sein de sa balance des paiements, dans son compte financier.